# Ahuriri
L'Ahuriri è un fiume che attraversa la regione di Canterbury nell'Isola del Sud della Nuova Zelanda.

## Descrizione
Le sorgenti del fiume si trovano sul versante orientale delle Alpi meridionali. Il fiume scorre per 70 chilometri attraverso la parte più meridionale del bacino del Mackenzie prima di raggiungere il lago Benmore, uno dei laghi del progetto idroelettrico Waitaki. Da lì, le acque si uniscono a quelle del Waitaki, per poi sfociare nell'Oceano Pacifico.
Un tratto considerevole della parte superiore del fiume si trova nell'Ahuriri Conservation Park. Il fiume è rinomato per la pesca della trote brune e delle trote arcobaleno.
Poco prima della confluenza con il lago, il fiume viene attraversato dalla State Highway 8; anche la State Highway 83 segue alcuni tratti dell'Ahuriri. A circa 6 km a ovest dell'estuario c'è Omarama, l'unico insediamento posto lungo il corso del fiume.